# Appendicula carnosa
Appendicula carnosa är en orkidéart som beskrevs av Carl Ludwig von Blume. Appendicula carnosa ingår i släktet Appendicula och familjen orkidéer. Inga underarter finns listade i Catalogue of Life.